# Лахденпохское городское поселение
Лахденпо́хское городское поселение — муниципальное образование в составе Лахденпохского района Республики Карелия Российской Федерации. Административный центр поселения — город Лахденпохья.

## Население
| 2009  | 2010  | 2012  | 2013  | 2014  | 2015  | 2016  |
| ----- | ----- | ----- | ----- | ----- | ----- | ----- |
| 8173  | ↘7813 | ↘7716 | ↘7667 | ↘7539 | ↘7512 | ↘7493 |
| 2017  | 2018  | 2019  | 2020  | 2021  | 2023  |       |
| ↘7449 | ↘7294 | ↘7158 | ↘7050 | ↘5952 | ↘5855 |       |

## Населённые пункты
В состав городского поселения входят 2 населённые пункты (включая 1 населённый пункт в составе города):
| № | Населённый пункт | Тип населённого пункта | Население |
| - | ---------------- | ---------------------- | --------- |
| 1 | Лахденпохья      | город                  | ↘5855     |
| 2 | Яккима           | станция                |           |